# Na Tông
Na Tông là một xã thuộc huyện Điện Biên, tỉnh Điện Biên, Việt Nam.

## Địa lý
Xã Na Tông nằm ở phía tây nam huyện Điện Biên, có vị trí địa lý:
- Phía đông giáp huyện Điện Biên Đông
- Phía tây giáp Lào
- Phía nam giáp xã Mường Nhà
- Phía bắc giáp xã Hẹ Muông và xã Núa Ngam.

Xã Na Tông có diện tích 142,60 km², dân số năm 2022 là 4.867 người,  mật độ dân số đạt 34 người/km².

## Hành chính
Xã Na Tông được chia thành 11 bản: Hát Tao, Pa Kín, Hin Phon, Na Tông 1, Na Tông 2, Na Hươm, Na Ố, Huổi Chanh, Sơn Tống, Gia Phú A, Gia Phú B.

## Lịch sử
Ngày 25 tháng 8 năm 2012, Chính phủ ban hành Nghị quyết số 45/NQ-CP về việc thành lập xã Na Tông trên cơ sở điều chỉnh 14.274,31 ha diện tích tự nhiên với 4.184 người và 
13 bản: Hát Tao, Pa Kín, Hin Phon, Na Tông 1, Na Tông 2, Na Sản, Na Hươm, Na Ố, Huổi Chanh, Sơn Tống, Gia Phú A, Gia Phú B, Tân Quang của xã Mường Nhà.
Ngày 10 tháng 7 năm 2019, HĐND tỉnh Điện Biên ban hành Nghị quyết số 116/NQ-HĐND về việc:
- Thành lập bản Sơn Tống trên cơ sở bản Sơn Tống A và bản Sơn Tống B.
- Sáp nhập bản Tân Quang vào bản Na Ố.
- Sáp nhập bản Na Sản vào bản Na Tông 1.
- Thành lập bản Pa Kín trên cơ sở bản Pa Kín 1 và bản Pa Kín 2.